# Kufsteini járás
A Kufsteini járás, kerület (németül Bezirk Kufstein) Ausztria Tirol tartományának része. Központja Kufstein.

## Fekvése
Északon Bajorország (Németország), délkeleten a Kitzbüheli járás, délnyugaton pedig a Schwazi járás határolja.

## Földrajza
A járás az Alpok hegyvonulatai között fekszik, legjelentősebb völgyei az Inn völgyének alsó része, az Alpbach-völgy, a Brandenberg-völgy, Wildschönau és Thiersee, ahol a Thiersee tó fekszik. A legjelentősebb hegyvonulatok a Brandenbergi Alpok, a Kitzbüheli Alpok és a Kaisergebirge.

## Közigazgatási beosztás

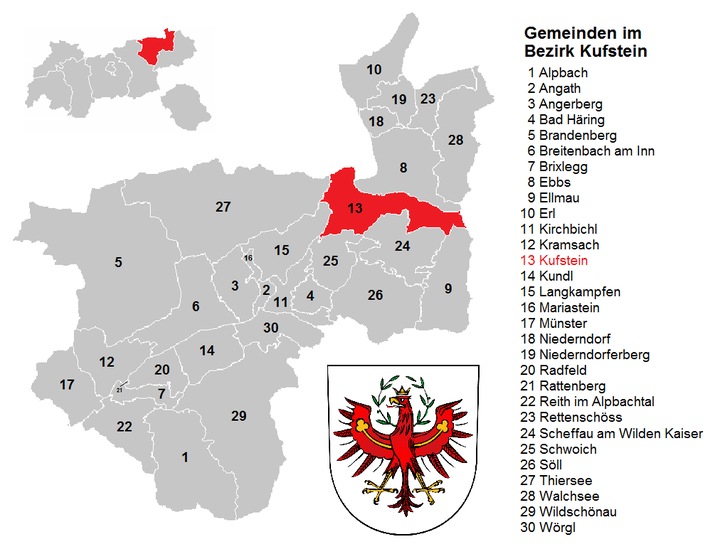
A Kufsteini járás közigazgatási térképe

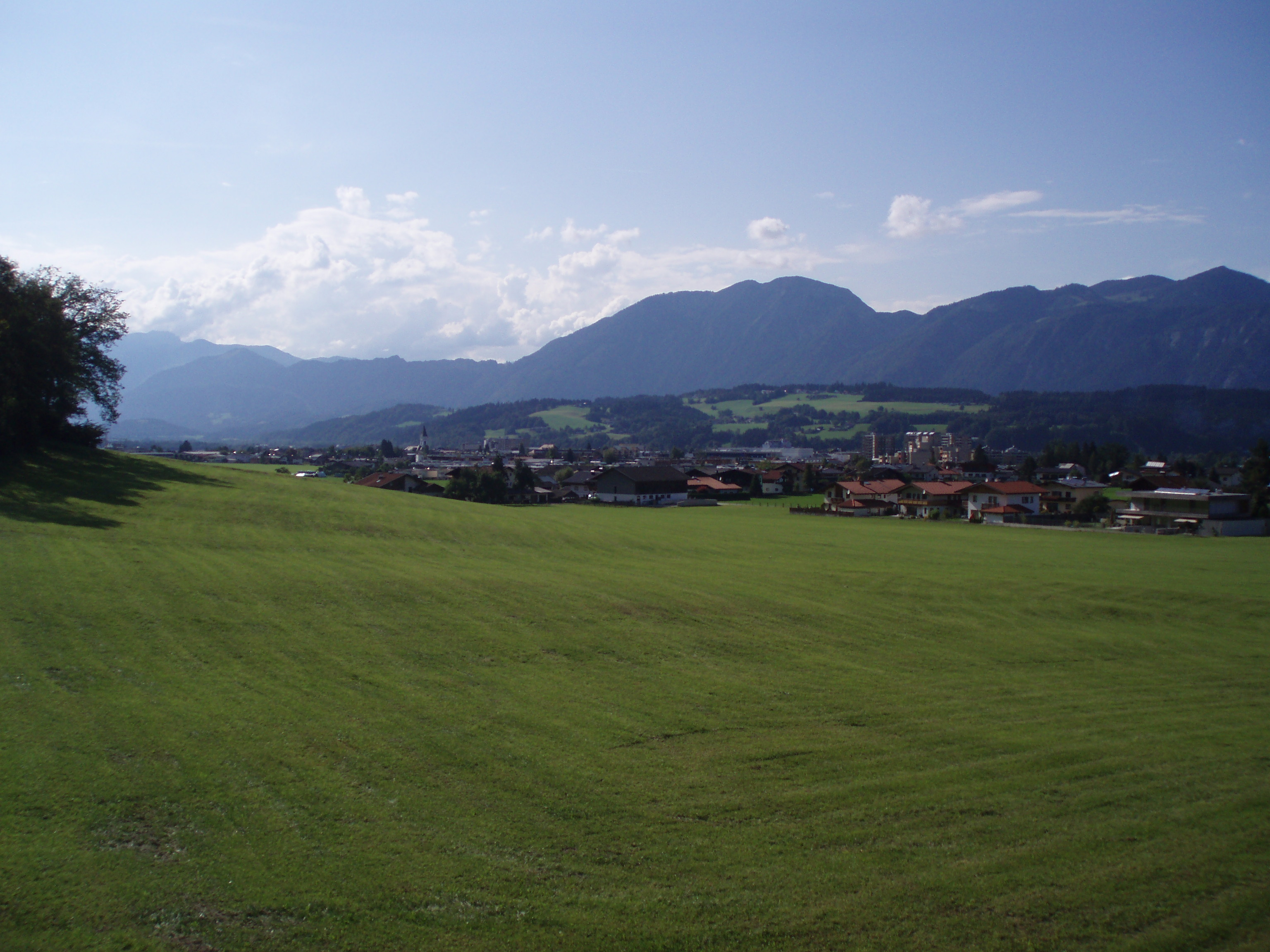
Wörgl

A járás 30 önkormányzatra oszlik, amelyek a következők:
| Városok (Stadt): - Kufstein - Rattenberg - Wörgl Mezővárosok (Marktgemeinde): - Brixlegg - Kundl | Községek (Gemeinde): - Alpbach - Angath - Angerberg - Bad Häring - Brandenberg - Breitenbach am Inn - Ebbs - Ellmau - Erl - Kirchbichl - Kramsach - Langkampfen - Mariastein - Münster - Niederndorf - Niederndorferberg - Radfeld - Reith im Alpbachtal - Rettenschöss - Scheffau am Wilden Kaiser - Schwoich - Söll - Thiersee - Walchsee - Wildschönau |